# Inseto galhador
Insetos galhadores ou gall-inducing insects são quaisquer insetos causadores de crescimento de galhas em plantas, não apenas mosquitos (Diptera), mas também Coleoptera, Hemiptera (Coccoidea, Cecidomyiidae, Afídios e Psilídeos), entre outros. Estimativas da ocorrência global de insetos galhadores variam de 21000 - 211000 espécies (média de 132930).
Estes insetos depositam seus ovos nos órgãos foliares, geralmente folhas ou caule, ocasionando a reação anatômica e estrutural que caracteriza uma galha. As larvas nascentes se desenvolvem, às vezes até a fase adulta, se aproveitando dos nutrientes que a planta, mesmo que em reação contra o parasitismo, lhe oferece. Logo depois, então, o inseto deixa a galha através de uma abertura feita por ele durante a refeição ou por pressão.
Essa interação ecológica inseto-planta pode ser mutuamente benéfica, no entanto, muitas vezes os insetos atuam como patógenos ou pestes. Resulta daí, então, uma relação de co-evolução forte que marca muitos sistemas de táxons.